# Резня в Паликоровах
Массовое убийство в Паликоровах (пол. Zbrodnia w Palikrowach) — массовое уничтожение гражданского населения (этнических поляков) в населённом пункте Паликоровы (Генерал-губернаторство), происходившее 12 марта 1944 года. В ходе акции военнослужащими 4-го полка Добровольческой дивизии СС «Галиция» при участии подразделений УПА и СКВ было уничтожено 365 человек.

## Предыстория резни
В 1944 году в Паликоровах проживало 1884 человека. 70% населения составляли поляки, в селе было около десятка семей беженцев от Волынской резни.

## Ход бойни
В один день с атакой на посёлок Подкамень, 12 марта 1944-го, отряды УПА и солдаты 4-го полицейского полка СС окружили это село. Подразделений польской самообороны в Паликоровах не было, потому село было занято без сопротивления, атакующие стреляли только для острастки. После этого всё население было выведено на близлежащий луг, украинцев после проверки отпустили, а поляков расстреляли из автоматов и пулемётов — всего погибло 365 человек.
Спаслись только несколько поляков, которые были ранены и притворились мёртвыми до отхода уповцев. Часть имущества поляков была разграблена украинскими селянами, после чего все польские дома в Паликоровах были сожжены.
На месте братской могилы установлен памятник с указанием числа погибших.

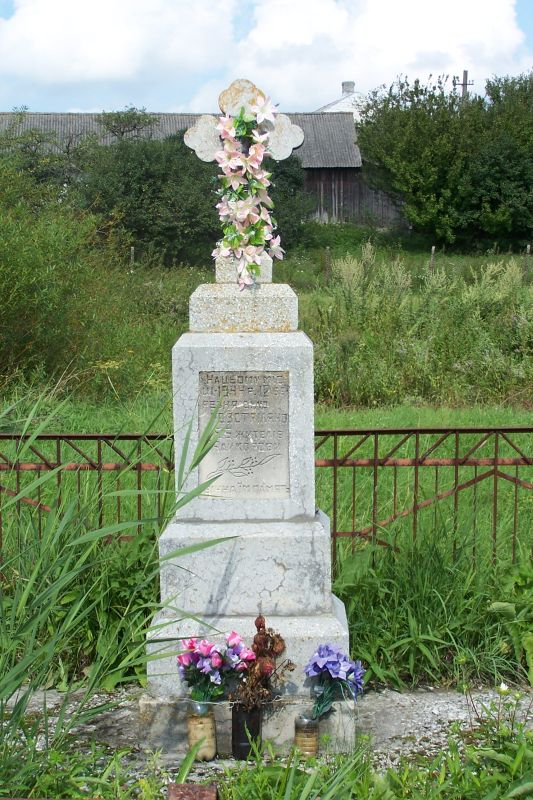
Памятник жертвам резни